# Frie Leysen

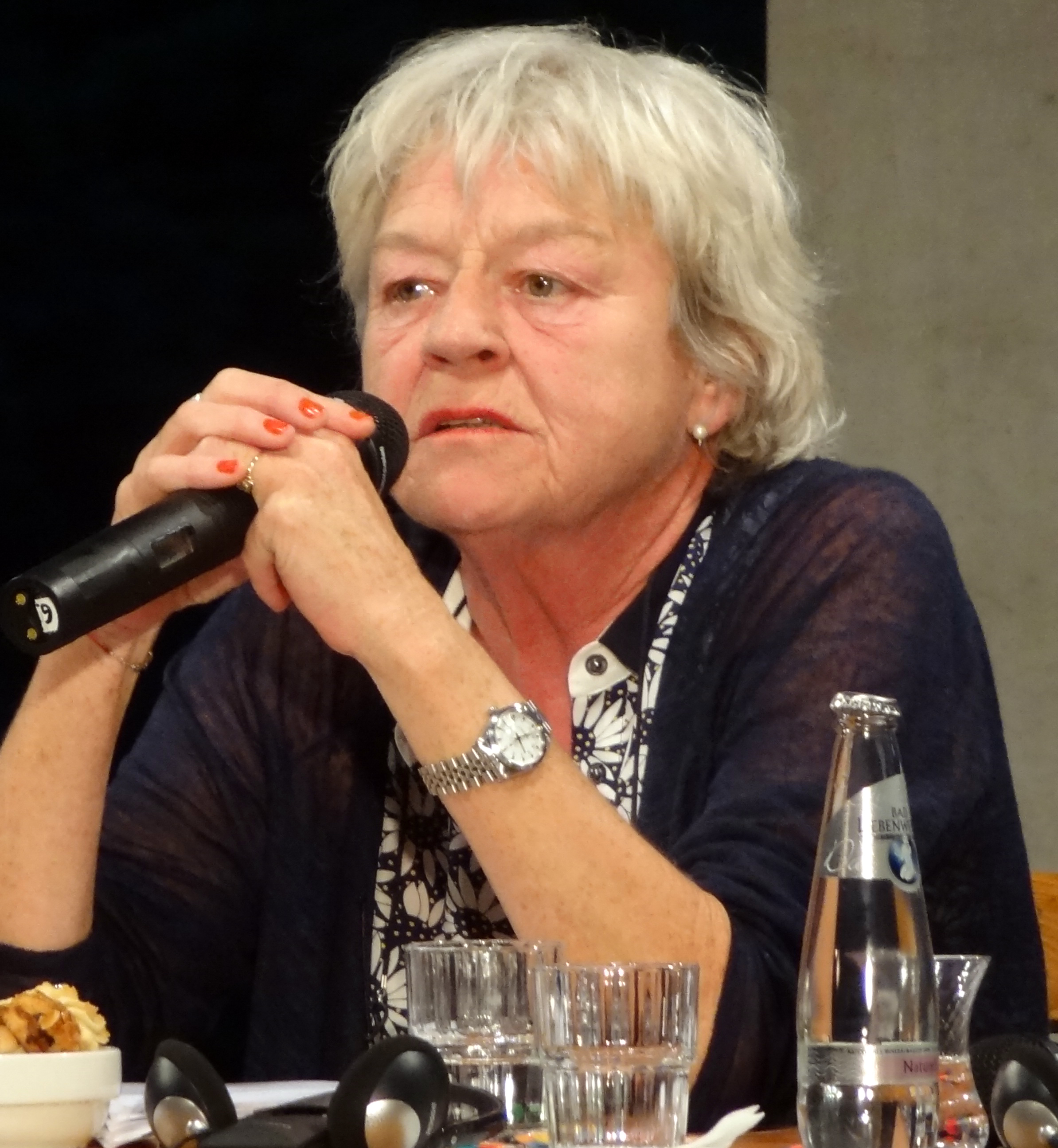
Leysen in 2012

Frie Leysen (Hasselt, 19 februari 1950 – Brussel, 22 september 2020) was een Belgisch festivaldirecteur en curator.

## Levensloop
Frie Leysen was een dochter van Bert Leysen (1920-1959) en de tweelingzus van acteur Johan Leysen. Ze studeerde middeleeuwse kunstgeschiedenis aan de Katholieke Universiteit Leuven.
Tussen 1980 en 1991 was ze de eerste directeur van het cultureel centrum deSingel in Antwerpen dat onder haar leiding uitgroeide tot een internationaal vermaard kunstencentrum met een eigenzinnig programma. In 1994 richtte ze samen met Guido Minne het tweetalige Kunstenfestivaldesarts in Brussel op. Onder haar leiding groeide het festival uit tot een belangrijk evenement voor Belgische en internationale kunsten en kunstbeoefenaars. In 2004 gaf ze de fakkel door en richtte ze zich op internationale projecten:
- 2007: organisatie van Meeting Points, een multidisciplinair festival in negen Arabische steden.
- 2010: curator van Theater der Welt in het Duitse Ruhrgebied.
- 2012: artistiek directeur van de Berliner Festspiele.
- 2013-2014 theaterdirecteur van de Wiener Festwochen.
- sinds 2012 curator van ‘Ervaar daar hier theater’, een serie internationale theater- en dansvoorstellingen in verschillende Nederlandse theaters.[bron?]

Leysens visie komt hierop neer dat alleen kunst en fundamenteel wetenschappelijk onderzoek bij machte zijn om onze samenleving met nieuwe ideeën, inzichten en gevoeligheden te verrijken.
In 2021 werd de Beurs Frie Leysen, een beurs voor opkomende artiesten, door deSingel en het KunstenfestivaldesArts in het leven geroepen als eerbetoon aan hun voormalige directeur Leysen. In de perstekst stond: "Zoals velen zich herinneren omschreef Frie zichzelf als een koppelteken: tussen kunstenaars die de urgentie hebben om hun visie met een publiek te delen; een koppelteken tussen artistieke en geografische contexten." De eerste ontvanger van deze beurs was de Chileense theaterregisseur Luis Guenel, die 10.000 euro ontving. Nadat Leysen in contact was gekomen met Guenel, toen ze een stuk van hem programmeerde tijdens de internationale theaterserie Get Lost, waren de twee een intense dialoog blijven onderhouden tot aan haar overlijden.

## Eerbetoon
- 1991: Arkprijs van het Vrije Woord.
- 1998: als barones verheven in de Belgische adelstand.
- 2003: Prijs van de Vlaamse Gemeenschap voor Algemene Culturele Verdienste.
- 2007: Eredoctoraat aan de Vrije Universiteit Brussel.
- 2014: Erasmusprijs (jaarthema Theater, publiek en samenleving) "omdat Leysen een onverschrokken voorvechter is van de podiumkunsten en bijdraagt aan vernieuwing in het internationale theater."[5][6]
- 2018: Prix Bernadette Abraté, door de jury van de "Prix de la critique" (Franstalige theaterpers) jaarlijks uitgereikt aan een belangrijke persoonlijkheid in de podiumkunsten. De prijs werd uitgereikt aan Frie Leysen en Christophe Slagmuylder, voor hun werk verricht op het Kunstenfestivaldesarts.[7]
- 2019: Lifetime Achievement Award uitgereikt door de European Festivals Association "omwille van haar jarenlange inzet voor de kunstenaar: van werken in opdracht tot circulatie over de landsgrenzen heen en haar rotsvast geloof in creatieve vrijheid".[8]